# Watermolen (Oordegem)
De watermolen van Oordegem is een voormalige watermolen op de Molenbeek in de tot de Oost-Vlaamse gemeente Lede behorende plaats Oordegem, gelegen aan de Grote Steenweg 2. Deze watermolen van het type bovenslagmolen fungeerde als korenmolen.

## Geschiedenis
De molen werd voor het eerst vermeld in 1435. Hij hoorde toen bij de heerlijkheid Landegem.
In 1897 werd een stoommachine geplaatst en in 1935 kwam er een dieselmotor. Iets na 1960 werd het bovenslagrad verwijderd en sindsdien maalde men enkel nog op motorkracht. Door een olielek ontstond er brand. Daarna werd niet meer gemalen en werd het binnenwerk verwijderd. Iets na 1970 werd het molenhuis ingericht als garage. Er volgden diverse verbouwingen en het molenhuis fungeerde sindsdien als opslagplaats.
De oorspronkelijke watergevel is nog intact en ook de stuw is nog bewaard gebleven.